# Antje Yael Deusel
Antje Katharina Yael Rinah Deusel (* 1960 in Nürnberg) ist eine deutsche Rabbinerin und Ärztin. Sie ist seit dem Holocaust die erste deutsche Rabbinerin, die auch in Deutschland ausgebildet und ordiniert wurde.

## Leben
Nach dem Abitur studierte Antje Yael Deusel zunächst am Dolmetscher-Institut der Universität Heidelberg, später wechselte sie zum Studium der Humanmedizin an die Universität Erlangen-Nürnberg, wo sie 1987 promoviert wurde. Sie spezialisierte sich nach ihrem Medizinstudium im Fach Urologie. Ihre Facharztspezialisierung ergänzte sie durch eine Qualifizierung in der Kinderurologie im Rahmen einer Fellowship am Hadassah University Hospital in Jerusalem-Ein Karem.
Nach langjähriger Tätigkeit im Vorstand der Israelitischen Kultusgemeinde in Bamberg sowie in gemeindepolitischen Gremien auf Landesverbands- und Zentralratsebene absolvierte Deusel eine Rabbinerausbildung am Abraham-Geiger-Kolleg in Potsdam, mit Studienaufenthalten am Steinsaltz-Institut sowie am Hebrew Union College in Jerusalem, zusammen mit der wissenschaftlichen Ausbildung zum M.A. in Jüdischen Studien an der Universität Potsdam. Ihre Abschlussarbeit erschien zu den medizinischen und halachischen Aspekten der Brit Mila unter dem Titel Mein Bund, den ihr bewahren sollt.
Antje Yael Deusel ist in einer belegurologischen Praxis in Bamberg tätig und hat einen Lehrauftrag im Fach Judaistik an der Universität Bamberg inne. Sie ist zudem Mohelet. Seit 2013 ist sie als Seelsorgerin Mitglied im klinischen Ethikkomitee der Sozialstiftung Bamberg.
Am 23. November 2011 wurde Antje Yael Deusel in der Synagoge Bamberg, gemeinsam mit vier männlichen Kommilitonen, zur Rabbinerin ordiniert. Der Präsident des Potsdamer Abraham Geiger Kollegs Walter Jacob führte die feierliche Zeremonie in Bamberg durch. Ihr Ordinationsspruch lautet: „Bei Dir ist der Quell des Lebens, in Deinem Licht sehen wir Licht“. Bei der Ordinationsfeier waren auch der Minister Joachim Herrmann und der Präsident des Zentralrats der Juden in Deutschland, Dieter Graumann, sowie Rabbiner und Rabbinerinnen aus dem In- und Ausland anwesend. Antje Yael Deusel ist seit der Shoa die erste deutsche Rabbinerin, die zudem auch in Deutschland (Potsdam) ausgebildet worden ist. Die erste Rabbinerin, Regina Jonas, wurde 1935 ordiniert, war ab 1937 in der Jüdischen Gemeinde zu Berlin tätig und wurde 1944 in Auschwitz ermordet.
Antje Yael Deusel betreute als Rabbinerin die Israelitische Kultusgemeinde Bamberg bis 2015.
Seit 2015 ist Deusel Rabbinerin der Liberalen Jüdischen Gemeinde Mischkan ha-Tfila Bamberg e. V., die als zweite jüdische Gemeinde Bambergs neu entstand. Sie ist zudem engagiert im interreligiösen Dialog. 

## Auszeichnungen
- 2023: Israel-Jacobson-Plakette
- 2024: Bayerischer Verdienstorden

## Veröffentlichungen
- Anus-praeter-Komplikationen. Dissertation. Erlangen/Nürnberg 1987.
- mit Ortwin Beisbart (Hrsg.): Gedenkbuch der jüdischen Bürger Bambergs. Opfer des nationalsozialistischen Terrors 1933-1945. Weiß, Bamberg 2008, ISBN 978-3-940821-10-2.
- Mein Bund, den ihr bewahren sollt. Religionsgesetzliche und medizinische Aspekte der Beschneidung. Herder, Freiburg/Basel/Wien 2012, ISBN 978-3-451-30612-9.
- mit Ortwin Beisbart und Rudolf Daniel (Hrsg.): Jüdisches Bamberg. Ein Gang durch die Stadt. 2. Auflage. Weiß, Bamberg 2020, ISBN 978-3-940821-75-1.
- mit Rocco Thiede: Reginas Erbinnen. Rabbinerinnen in Deutschland. Verlag Hentrich & Hentrich, Leipzig 2021, ISBN 978-3-95565-427-6.